# Needed Me
Needed Me – trzeci singiel barbadoskiej piosenkarki Rihanny, promujący jej ósmy album studyjny, zatytułowany ANTI. Singel swoją premierę miał 30 marca 2016 wraz z drugim singlem – „Kiss It Better”. Twórcami tekstu utworu są Dijon McFarlane, Rihanna, Nick Audino, Lewis Hughes, Khaled Rohaim, Te Whiti Warbrick, Adam Feeney, Brittany Hazzard, Charles Hinshaw oraz Derrus Rachel, natomiast jego produkcją zajęli się DJ Mustard, Twice as Nice, Frank Dukes i Kuk Harrell.
„Needed Me” jest utrzymany w stylu muzyki electro-R&B. Piosenka odniosła umiarkowany sukces komercyjny. W Stanach Zjednoczonych piosenka dotarła do 7. miejsca Billboard Hot 100, stając się dwudziestym dziewiątym utworem piosenkarki, który dotarł do pierwszej dziesiątki listy. Ponadto singel spędził 45 tygodni w notowaniu, najdłużej z dotychczasowych singli piosenkarki.
Aby promować piosenkę Rihanna wykonywanała ją podczas MTV Video Music Awards 2016 oraz na trasie koncertowej Anti World Tour. Utwór został nominowany do Nagrody Grammy w kategorii Best R&B Performance. Piosenka posiada teledysk, który miał premierę 20 kwietnia 2016. Reżyserem wideo został Harmony Korine.

## Lista utworów
- Dance Remix EP[2]

1. „Needed Me” (R3hab Remix) – 3:19
2. „Needed Me” (Salva Remix) – 3:59
3. „Needed Me” (W&W Remix) – 3:25
4. „Needed Me” (ATTLAS Remix) – 4:23
5. „Needed Me” (Cosmic Dawn Club Mix) – 5:21

## Notowania i certyfikaty
| Lista (2016)                         | Najwyższa pozycja |
| ------------------------------------ | ----------------- |
| Australia (Top 50 Singles)           | 44                |
| Austria (Ö3 Austria Top 40)          | 71                |
| Czechy (Singles Digitál – Top 100)   | 29                |
| Francja (Top Singles & Titres)       | 94                |
| Holandia (Single Top 100)            | 42                |
| Irlandia (Singles Chart)             | 47                |
| Kanada (Billboard Canadian Hot 100)  | 25                |
| Niemcy (Media Control Charts)        | 57                |
| Nowa Zelandia (Recorded Music NZ)    | 14                |
| Portugalia (AFP)                     | 21                |
| Słowacja (Singles Digitál – Top 100) | 17                |
| Stany Zjednoczone (Hot 100)          | 7                 |
| Szwajcaria (Singles Top 100)         | 45                |
| Szwecja (Sverigetopplistan)          | 34                |
| Węgry (Single (track) Top 40 lista)  | 31                |
| Wielka Brytania (UK Singles Chart)   | 38                |
| Włochy (FIMI)                        | 46                |

| Lista (2016)                        | Najwyższa pozycja |
| ----------------------------------- | ----------------- |
| Australia (Top 100 Singles)         | 96                |
| Dania (Track Top-100)               | 95                |
| Holandia (Single Top 100)           | 86                |
| Kanada (Billboard Canadian Hot 100) | 38                |
| Nowa Zelandia (Recorded Music NZ)   | 39                |
| Stany Zjednoczone (Hot 100)         | 13                |
| Szwajcaria (Singles Top 100)        | 90                |
| Wielka Brytania (UK Singles Chart)  | 72                |
| Włochy (FIMI)                       | 100               |

| Kraj                         | Certyfikat         |
| ---------------------------- | ------------------ |
| Australia (ARIA)             | platynowa płyta    |
| Brazylia (Pro-Música Brasil) | 2× platynowa płyta |
| Dania (IFPI Dania)           | złota płyta        |
| Francja (SNEP)               | złota płyta        |
| Kanada (Music Canada)        | 2× platynowa płyta |
| Niemcy (BVMI)                | złota płyta        |
| Nowa Zelandia (RIANZ)        | platynowa płyta    |
| Polska (ZPAV)                | 2× platynowa płyta |
| Stany Zjednoczone (RIAA)     | 5× platynowa płyta |
| Szwecja (GLF)                | 2× platynowa płyta |
| Wielka Brytania (BPI)        | platynowa płyta    |
| Włochy (FIMI)                | platynowa płyta    |

## Historia wydania
| Region            | Data           | Format                 | Wytwórnia                 | Źródło |
| ----------------- | -------------- | ---------------------- | ------------------------- | ------ |
| Stany Zjednoczone | 30 marca 2016  | Urban radio            | Roc Nation, Westbury Road | [ 41 ] |
| Stany Zjednoczone | 24 maja 2016   | Contemporary hit radio | Def Jam                   | [ 42 ] |
| Świat             | 1 czerwca 2016 | Streaming (Remixes)    | Roc Nation, Westbury Road | [ 2 ]  |